# Área de Proteção Ambiental Ilha do Bananal/Cantão

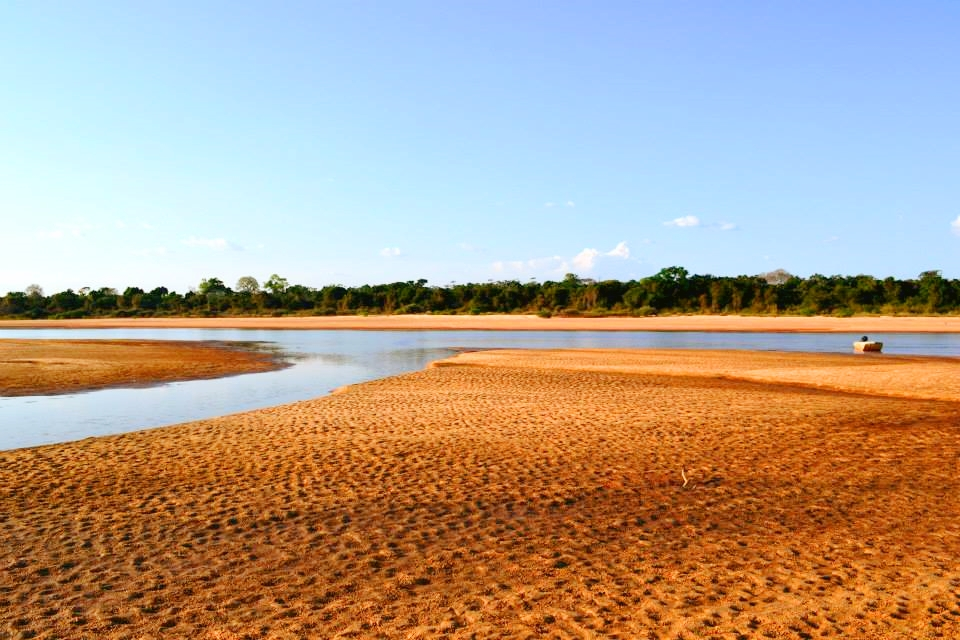
Rio Javaé - Ilha do Bananal

A Área de Proteção Ambiental Ilha do Bananal/Cantão foi criada pela Lei Estadual nº 907, de 20 de maio de 1997, abrangendo aproximadamente 1.700.000 hectares e englobando os municípios de Abreulândia, Caseara, Pium, Marianópolis do Tocantins, Divinópolis do Tocantins, Araguacema, Dois Irmãos do Tocantins, Monte Santo do Tocantins e Chapada de Areia. Está situada na parte oeste do estado do Tocantins, tendo como limites o rio Araguaia a oeste, e o Parque Nacional do Araguaia ao sul. 
Sua vegetação caracteriza-se pela grande diversidade de formações, destacando-se áreas representativas dos biomas cerrado e floresta amazônica, incluindo grandes áreas inundáveis, com alta diversidade biológica e ainda pouco conhecida. 
Entre os objetivos de criação da APA está a ordenação do uso e a ocupação do entorno do Parque Estadual do Cantão. O extrativismo, a agricultura e a pecuária extensiva são as principais atividades econômicas desenvolvidas na área da APA.